# Schilbe bocagii

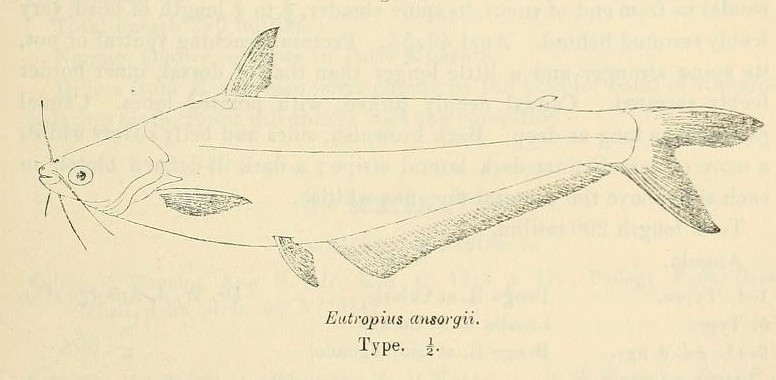
Dibujo de un Schilbe Bocagii

Schilbe bocagii es una especie de peces de la familia Schilbeidae en el orden de los Siluriformes.

## Morfología
• Los machos pueden llegar alcanzar los 24 cm de longitud total.

## Distribución geográfica
Se encuentran en África: ríos Río Cuanza y  Bengo en Angola.